# Trọng Thanh
Trọng Thanh sinh năm 1945 – mất ngày 14 tháng 11 năm 2000, là một nhiếp ảnh gia và nhà báo tên tuổi ở Việt Nam thời kỳ thập niên 1990-2000. Ông nổi danh với các tác phẩm nhiếp ảnh về phụ nữ Việt Nam, nêu bật vẻ đẹp thuần khiết, dịu dàng của người phụ nữ Việt. Ông từng chụp ảnh cho những nghệ sĩ tên tuổi của Việt Nam như nghệ sĩ nhân dân Lê Khanh, nghệ sĩ múa Lê Vân, nghệ sĩ múa Lê Vi, diễn viên đạo diễn Linh Nga.

## Sự nghiệp
Trọng Thanh thời trai trẻ từng là một phóng viên nhiếp ảnh chiến trường, tham gia nhiều trận đánh trong thời kỳ chiến tranh chống Mỹ cứu nước từ 1960-1970. Ông tham gia hành quân với các binh đoàn quân đội Việt Nam, ghi lại những hình ảnh quý báu về thời chiến tranh ác liệt. Trọng Thanh lưu giữ hàng ngàn tư liệu hình ảnh đẹp và quý giá về thời chiến.
Thời bình, Trọng Thanh trở thành một nhà báo làm việc cho nhiều tờ báo tên tuổi tại Hà Nội, trong đó có báo Đẹp. Với tâm hồn nghệ sĩ tài hoa, Trọng Thanh đã chụp ảnh nhiều nữ nghệ sĩ tên tuổi của Việt Nam trong giai đoạn trước năm 2000. Các tác phẩm nhiếp ảnh của ông từng có mặt trên nhiều tờ báo và từng được trưng bày tại nhiều triển lãm nhiếp ảnh trên toàn quốc.

## Vụ án mạng đau lòng
Vào ngày 14 tháng 11 năm 2000, sau nhiều mâu thuẫn cá nhân với bạn trai của một người mẫu ảnh không chuyên, mà theo thông tin không chính thức, từng có mỗi quan hệ tình cảm với Trọng Thanh. Nghệ sĩ nhiếp ảnh tiếng tăm bậc nhất một thời đã bị sát hại ngay tại văn phòng làm việc của mình tại Hà Nội. Vụ án mạng gây ồn ào trong dư luận cả nước một thời gian dài.